# Природни прираштај
Природни прираштај по дефиницији представља промену броја јединки неке популације по јединици времена. Израз природни прираштај може се односити на било коју животињску врсту, али се најчешће користи за људску популацију. Још чешћа је примена тог термина у демографском смислу, као мерило промене броја становника једне државе, регије, припадника неке групе или људи на целом свету.

## Подела природног прираштаја
Природни прираштај може бити:
- негативан (број наталитета и имиграција мањи је од броја морталитета и емиграција);
- нулти (број наталитета и имиграција једнак је броју морталитета и емиграција);
- низак (број наталитета и имиграција мало је већи од броја морталитета и емиграција);
- висок (број наталитета и имиграција знатно је већи од броја морталитета и емиграција).

Природни прираштај се изражава у промилима (‰).

## Пораст светског становништва
Природни прираштај је узрок пораста или опадања светског становништва.
Висок природни прираштај је уочљив Блиском истоку и субсахарској Африци, међутим, у неким земљама природни прираштај је негативан.
- Србија има негативан природни прираштај (наталитет 9‰, а морталитет 14‰).

Негативан природни прираштај је посебно изражен у централној Европи, источној Европи (првенствено због ниске стопе наталитета) и за југ афричког континента (већином због високе смртности проузроковане вирусом ХИВ-а).
Очекује се да ће негативан природни прираштај постати велики проблем током следеће деценије и у Јапану и западној Европи (због тога што су ова места високоразвијена). Према подацима ЦИА, број људи у свету свакодневно се повећава за око 200 000, док се годишње број људи повећа за 81 милион.
- Дана 1. јануара 2015. на Земљи је живело 7 325 милиона становника, међутим, годину дана раније тај број је био 7 244 милиона становника.

{\displaystyle \mathrm {stopa\ rasta\ populacije} ={(\mathrm {natalitet} +\mathrm {imigracije} )-(\mathrm {mortalitet} +\mathrm {emigracije} ) \over \mathrm {velicina\ populacije} }}